# Herodes I Agripa
Herodes I Agripa (Herodes Agrippa, Ἡρώδης Ἀγρίππας), al qual Flavi Josep esmenta com Agripa el Gran, fou fill d'Aristòbul i Berenice i net d'Herodes el Gran, nascut vers l'any 10 aC.
A la mort de l'avi va anar a Roma on es va educar amb el futur emperador Claudi, i amb Drus, fill de l'emperador Tiberi. Es va gastar el seu patrimoni en festes pels seus amics i dispendis extraordinaris, i es va haver d'endeutar tant que va haver de fugir de Roma i se’n va anar a Palestina, on va viure a la fortalesa de Malatha a Idumea. La seva dona Cipros va mitjançar amb sa germana Herodies (dona d'Herodes Antipes), va poder anar a viure a Tiberíades on va rebre el rang d'edil de la ciutat, amb un sou modest. Però enfrontat aviat a sa cunyat va fugir a territori del governador (procònsol) de Síria, Flac.
Poc temps després el seu germà Aristòbul va revelar que Herodes havia acceptat un suborn de Damasc per influir en Flac i va haver de fugir altre cop. Fou detingut quan era a bord d'un vaixell en direcció a Itàlia, acusat del robatori d'una quantitat del tresor del Cèsar però va poder fugir i arribar a Alexandria on la seva dona va reeixir a obtenir diners d'Alexandre l'alabarca. Després va agafar un vaixell i va desembarcar a Puteoli. Fou ben rebut per Tiberi que li va encarregar la formació del seu net (de nom també Tiberi). Seguidament fou molt amic de Calígula i un dia va expressar el desig de què aquest ascendís aviat al tron i aquestes paraules foren transmeses a Tiberi per Eutic, llibert d'Herodes, i li van costar la presó, de la que fou alliberat al pujar al tron Calígula (37) que el va acollir amb una cadena d'or igual que la de ferro que havia portat a la presó, i li va donar les tetrarquies de Lisànies (l'Abilene) i de Filip (Batanea, Traconítida i Auranítida, que fou regida per Filip fins a la seva mort l'any 34 i fou coneguda com a Bashan, essent part de la província de Síria des del 34 al 38). L'any 38 va prendre possessió dels seus dominis als que poc després, el mateix any 38, es van unir els territoris d'Herodes Antipes (Galilea i Perea) quan aquest fou deposat per l'emperador acusat de conspirar amb els parts i el va exiliar a la Gàl·lia. Quan Calígula va voler posar la seva estàtua al temple de Jerusalem, Herodes, arriscant la vida, va demanar a l'emperador que no ho fes sinó es volia enfrontar a una revolta.

## Rei de Judea

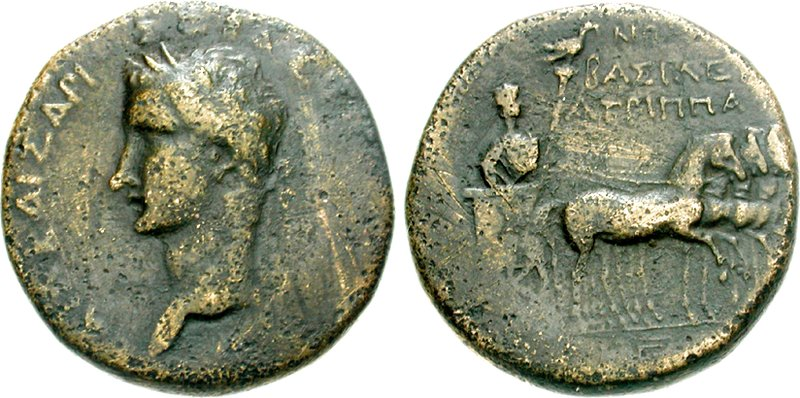
Efígie de Calígula (esquerra) i quàdriga triomfal de Germànic.

A la mort de Calígula (41), Herodes va ajudar a Claudi en ser proclamat emperador. Claudi el va recompensar donant-li Judea, Samària i el Líban, i els seus dominis foren llavors més grans que els d'Herodes el Gran. També fou nomenat cònsol. Herodes va demanar pel seu germà Herodes Pòlio el petit regne de Calcis que li fou concedit. A l'altre germà Aristòbul li va donar la mà de Jotape, filla de Sampsigeramus d'Emesa. Va anar a Jerusalem on va oferir sacrificis i va donar al temple la cadena d'or que l'hi havia regalat Calígula. El seu govern fou molt popular entre els jueus. Va fer força construccions entre elles el teatre, amfiteatre, banys i porticons de Beirut; va començar unes muralles fortificades que havien de rodejar Jerusalem, però Claudi li va demanar de no seguir endavant. Els reis i caps locals veïns el visitaven i el reconeixien. El 43 Herodes es va reunir amb molts reis: el seu germà Herodes de Calcis, Antíoc IV de Commagena, Sampsigeramus d'Emesa, Cotis de l'Armènia Menor, Polemó II del Pont i Cilícia, i Sohemo d'Iturea i segurament els va informar de ser el Messies anunciat per les profecies, i que es posaria al front d'un moviment mundial. Però no hi va ser a temps doncs va morir l'any següent (44) a Cesarea després de cinc dies de malaltia (tenia 54 anys), i el va succeir el seu fill Herodes II Agripa.
De la seva dona Xipros va tenir al seu successor Herodes II Agripa i tres filles, Berenice (dona d'Herodes Pòlio de Calcis, que després es va aparellar amb son germà Herodes II Agripa i més tard amb Polemó II rei de Cilícia), Mariamna i Drusil·la (dona de Fèlix, procurador de Judea l'any 52)